# Ministeriet for Familie- og Forbrugeranliggender
Ministeriet for Familie- og Forbrugeranliggender, populært kaldet Familie- og Forbrugerministeriet var et ministerium under Anders Fogh Rasmussens regeringer i perioden 2. august 2004 - 23. november 2007.
Ministeriet varetog familiernes og forbrugernes interesser i bred forstand og blev oprettet i august 2004. Det beskæftigede i alt omkring 3.000 medarbejdere. Ved regeringsdannelsen i november 2007 blev ministeriet nedlagt.
Ministeriet arbejdede med følgende områder:
- Forbrugerbeskyttelse (bl.a. mærkning og markedsføring)
- Børne-, familie- og ungdomspolitik (eksempelvis børnetilskud, daginstitutioner og barsels- og børnepasningsorlov)
- Familieret (forældremyndighed, adoption, samvær, ægteskab og skilsmisse)
- Fødevaresikkerhed (kontrol og tilsyn med fødevarevirksomheder, forskning og udvikling på fødevare- og veterinærområdet samt beredskab og bekæmpelse i forhold til smitsomme husdyrsygdomme)

Ministeriets opgaver var organiseret i følgende tre styrelser:
- Familiestyrelsen, som varetager familiemæssige forhold og har overtaget opgaver fra både Civilretsdirektoratet og Socialministeriet
- Forbrugerstyrelsen, der varetager forbrugernes interesser
- Fødevarestyrelsen, tidligere Veterinær- og Fødevaredirektoratet, som varetager fødevaresikkerheden, samt forskningsenheden Danmarks Fødevareforskning, der forsker i fødevarer og veterinære forhold.

Familie- og Forbrugerministeriets virksomhed fastlægges delt i den nationale lovgivning, dels i EU-retsakter. 
Ministeriet rådede over et budget på 12,8 mia. kr. i finansåret 2007.

## Ministerliste[2][3]
| Ressortområde                 | Minister | Minister           | Tiltrådt posten   | Forlod posten     | Parti                       |
| ----------------------------- | -------- | ------------------ | ----------------- | ----------------- | --------------------------- |
| Familie- og forbrugerminister |          | Henriette Kjær     | 2. august 2004    | 16. februar 2005  | Det Konservative Folkeparti |
| Familie- og forbrugerminister |          | Lars Barfoed       | 18. februar 2005  | 14. december 2006 | Det Konservative Folkeparti |
| Familie- og forbrugerminister |          | Carina Christensen | 15. december 2006 | 23. november 2007 | Det Konservative Folkeparti |